# Фёдор Достоевский и Яков Бутков

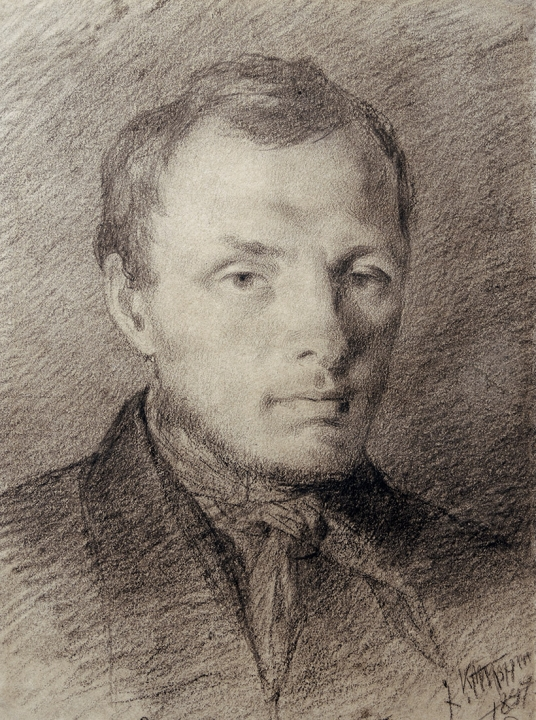
Ф. М. Достоевский в 1847 году. Рисунок К. А. Трутовского.

Фёдор Михайлович Достоевский и Яков Петрович Бутков — русские писатели XIX века, ровесники. В творчестве писателей отмечалось сходство, начинающееся с принадлежности «гоголевской школе», подкреплённое общей тематикой произведений и сходным стилем. При этом достаточно сложно в творчестве Буткова отделить черты, возникшие под влиянием непосредственно Гоголя или через посредство Достоевского, от влияния уже самого Достоевского.
В отличие от Достоевского, биография Буткова менее известна из-за скудости сохранившихся материалов. В основном, они представлены в виде воспоминаний Александра Милюкова и Степана Яновского. Из этих свидетельств можно сделать вывод, что Достоевский с интересом и вниманием относился к Буткову. В ходе личных встреч Фёдор Михайлович помогал Буткову с темами для рассказов, а также слушал уже написанные Яковом Петровичем произведения.

## Сходство в творчестве
Сходство Достоевского и Буткова начиналось с изначальной принадлежности «гоголевской школе», прослеживалось в общей тематике их произведений, сходных изобразительных приёмах и стиле. В значительной степени оно затрудняет задачу по определению влияния Достоевского на Буткова. Помимо индивидуальных особенностей в творчестве последнего отмечались как черты, возникшие под влиянием непосредственно Гоголя или через посредство Достоевского, так и определённые черты под влиянием уже самого Достоевского.
Как и в повести Достоевского «Двойник», в творчестве Буткова прослеживается стремление к созданию двойников. Это Пшеницын и Калачов из «Тёмного человека»; Чебуков и Чебукевич из «Порядочного человека»; Трясин и Громотрясов, а также Рылов и Рыловоротов из рассказа «Невский проспект». Есть у писателя и персонажи с одинаковыми именами и отчествами, только в обратном порядке: Кузьма Терентьевич и Терентий Кузьмич из «Битки», Авдей Аполланович и Аполлон Авдеевич из рассказа «Сто рублей».
Отдельные произведения Буткова ещё первыми читателями сопоставлялись с аналогичными произведениями Достоевского: «Петербургские вершины» с «Бедными людьми», «Невский проспект» с «Хозяйкой», рассказ «Первое число» с повестью «Двойник». Сходство «Первого числа» и «Двойника» прослеживалось в наличии двух главных героев-двойников, страдающих безумием, а также использовании одного и того же персонажа — «русской немки» Каролины Ивановны, на которой собираются жениться главные герои обоих произведений.
Главный герой рассказа «Невский проспект» по отношению к своему начальнику и его дочери с женихом полностью повторяет поведение Якова Петровича Голядкина из повести Достоевского «Двойник».
Комментаторы Достоевского обращают внимание на связь «Слабого сердца» и рассказа Я. П. Буткова «Партикулярная пара» (1846), в котором ещё до появления произведений Достоевского изображён жалкий, слабый, униженный герой, считающий своё счастье недосягаемой мечтой. Он смирился со своим положением человека, не заслуживающего обычного человеческого счастья, и сфера его бытия обращена к повседневным заботам. Персонаж по имени Пётр Иванович Шляпкин — обычный петербургский чиновник, «мелкота», по определению самого Буткова, чересчур беден и убог, чтобы порадовать самого себя приобретением новой партикулярной пары и попасть на бал, где он мог бы осуществить свои романтические мечты встретить взаимность любимой девушки. Призрачность такой надежды иронически компенсируется мыслями о предстоящем ужине. Если для героя Буткова партикулярная пара — предел его мечтаний, то герой Достоевского оказывается в более предпочтительном положении, будучи обладателем такой пары, но его счастье от этого не становится более осуществимым.

## Взаимоотношения
Советский литературовед Борис Мейлах, составитель и комментатор первого сборника рассказов Якова Буткова, отметил, что «характеристика духовной биографии Буткова весьма затруднительна из-за крайней скудости сохранившихся материалов». В основном, они представлены в виде воспоминаний Александра Милюкова и Степана Яновского. Из этих свидетельств можно сделать вывод, что Достоевский с интересом и вниманием относился к Буткову. В ходе личных встреч Фёдор Михайлович помогал Буткову с темами для рассказов, а также слушал уже написанные Яковом Петровичем произведения.
Рассказывая в письме к Андрею Краевскому о состоянии Буткова, Достоевский отмечал, что тот «готов, получая 10 рублей серебром, считать себя счастливейшим человеком в мире».

Об эксплуатации либеральным редактором своих сотрудников говорил и Достоевский. Писал об этом журналисту-предпринимателю: «Знаю, Андрей Александрович, что я <…> посылая вам записки с просьбой о деньгах, сам называл каждое исполнение моей просьбы одолжением. Но я был в припадках излишнего самоумаления и смирения от ложной деликатности. Я, например, понимал Буткова, который готов, получа 10 р. серебр., считать себя счастливейшим человеком в мире. Это минутное, болезненное состояние, и я из него выжил».
Эксплуататорские замашки Краевского, в конце концов, послужили причиной ухода из «Отечественных записок» Белинского и ряда других ведущих сотрудников популярного журнала в захиревший журнал П. А. Плетнёва «Современник», проданный в конце 1846 года Н. А. Некрасову и И. И. Панаеву. Разойдясь с кружком В. Г. Белинского и Н. А. Некрасова, Достоевский отрезал себе путь в их издание, вследствие этого он был вынужден искать сближения с Краевским, однако он вовсе не идеализировал этого человека. Будучи постоянно финансово зависимым от редактора «Отечественных записок», Достоевский так же тяготился этой кабалой, понимая, что разменивает свой талант обязательством успеть в срок сдать работу для очередного номера журнала. Черты предприимчивого редактора «Отечественных записок» сатирически преломились в образе Юлиана Мастаковича, что, впрочем, не помешало Достоевскому публиковать «Слабое сердце», как и все последующие свои произведения в течение двух лет именно в журнале Андрея Александровича.
Достоевский угадал печальную судьбу своего друга. Литературная карьера его оказалась непродолжительной. Слабое здоровье, бедность и беспомощность сделали своё дело: всеми забытый Бутков умер в больнице приюта св. Марии Магдалины в 1856 году, не дожив до тридцати пяти лет.
Достоевский находился в это время в сибирской ссылке и узнал о происшедшем из письма брата Михаила. Его реакция на эту новость была весьма болезненной: «Друг мой, как мне жаль бедного Буткова! И так умереть! Да что же вы-то глядели, что дали ему умереть в больнице! Как это грустно!».
Комментаторы указывают, что образ Буткова ещё длительное время не оставлял художественного сознания Фёдора Михайловича. Помимо «Слабого сердца» отдельные черты Буткова присутствуют в господине Голядкине, в уездном учителе из «Дядюшкиного сна» и в «Униженных и оскорблённых».
Наряду с такими известными писателями как Гоголь, Тургенев, Грановский, Благосветлов и Елисеев, Яков Бутков стал ещё одним писателем, послужившим прототипом героев Достоевского. Однако, в то время как остальные писатели довольно далеки от их изображений, отображение Буткова стало верным подобием подлинного Буткова.

## Прообраз в творчестве Достоевского

### Двойник
Помимо сходства персонажей различных рассказов Буткова с Яковом Петровичем Голядкиным — главным героем повести Достоевского «Двойник», отмечалось сходство с данным персонажем самого Буткова.
Филолог Моисей Альтман называет именно Буткова основным прототипом Голядкина. С одной стороны, Бутков представлял собой вечно забитого, запуганного человека, над которым висела вечная угроза быть сданным в солдаты, но с другой, внутренне бунтующий, чрезвычайно близок к герою «Двойника». Также в пользу Буткова, как прототипа Голядкина, говорит и совпадение его имени и отчества с персонажем. Для Достоевского было характерно наделять своих героев именами их прототипов. Подтверждает данную версию и фамилия персонажа, выражающая «ничтожность, нищету, бесконечную слабость», что в полной мере соответствует Буткову, жившему в крайней нищете и умершему в больнице, в палате для нищих.

### Слабое сердце
Если с Голядкиным Буткова объединяет имя и характер, то с Василием Шумковым, главным героем повести Достоевского «Слабое сердце», Якова Петровича помимо этого объединяют ещё жизненные обстоятельства и страхи. Неуспевший выполнить поручение своего начальника, Юлиана Мастаковича, Шумков «помешался, что его отдадут в солдаты за то, что он не кончил работу».
Из воспоминаний Александра Милюкова следует, что подобный страх стать солдатом постоянно угнетал и Буткова: «Объявлен был рекрутский набор, и Буткову, по званию и семейному положению, необходимо было идти в солдаты… Его спас от этого Краевский: он купил ему рекрутскую квитанцию с тем, чтобы Бутков выплачивал за неё вычетом части гонорара за статьи, помещаемые в „Отечественных записках“. При трудолюбии и той умеренной жизни, какую вел литературный пролетарий, это было бы не очень трудно, но он писал немного и, сколько я знаю, далеко не выплатил своего долга».
Определённые черты «благодетеля» Буткова, Андрея Краевского, с журналом которого был вынужден сотрудничать Яков Петрович, прослеживаются в начальнике Шумкова — Юлиане Мастаковиче. Кроме того, хоть имя персонажа и не совпадает с прототипом, что характерно для творчества Достоевского, фамилии Буткова и Шумкова созвучны. Это в какой-то мере может служить дополнительным авторским указанием на то, что именно Бутков послужил прототипом главного героя.
Сюжет повести был навеян эпизодами из биографии писателя Якова Буткова, об этом говорит переписка современников Достоевского и воспоминания Александра Милюкова, находившегося в это время в дружеских отношениях с Фёдором Михайловичем.
Яков Бутков стал прототипом главного героя повести Васи Шумкова. Достоевский и Бутков были сверстниками, и Фёдор Михайлович с симпатией и заботой относился к Якову Петровичу, талантливому самородку, выходцу из мещан, не получившему никакого образования и добившемуся всего самообучением. О дружеских отношениях Буткова и Достоевского сообщает в своих мемуарах С. Д. Яновский. 1846—1847 годы были временем, когда Бутков, Достоевский и Милюков сотрудничали у Краевского в «Отечественных записках».
При создании образа Шумкова Достоевский использовал некоторые реалии жизни его прототипа: так же как Бутков, Шумков следует взятому на себя обязательству поздравлять своего начальника Юлиана Мастаковича в праздники, — чтобы не прослыть непочтительным. Как и Краевский, Юлиан Мастакович избавил Шумкова от рекрутской повинности. Кроме этого, комментаторы усматривают неслучайность звукового сходства фамилий Шумков и Бутков.

### Дядюшкин сон
Проявляется Бутков и в образе бедного уездного учителя Василия из рассказа Достоевского «Дядюшкин сон». Рано умерший незадачливый жених Василий подобен своему тезке, Василию Шумкову из повести «Слабое сердце», за которым стоит Яков Бутков. Литературовед Валерий Кирпотин отмечал: «На заднем плане „Дядюшкина сна“ проходят образы, являющиеся как бы рудиментами героев произведений самого Достоевского сороковых годов. Таков Вася, мечтатель, слабое сердце… гибнущий от невозможности сочетаться законным браком, вследствие бедности, с предметом своей страсти».

### Униженные и оскорблённые
В романе «Униженные и оскорблённые» Достоевский создаёт образ писателя Ивана Петровича, который одиноко умирает в больнице. По мнению филолога Моисея Альтмана, в это время Фёдор Михайлович мог вспоминать также умершего в больнице Буткова.